# Bildende Kunst in Vorarlberg 1945–2005
Bildende Kunst in Vorarlberg 1945–2005 ist ein Vorarlberger Künstlerlexikon zur Bildenden Kunst in Vorarlberg zwischen 1945 und 2005.

## Bildende Kunst in Vorarlberg
Die ersten Bestrebungen und Initiativen für ein Vorarlberger Künstlerlexikon setzte in den 1970er und 1980er Jahren Arnulf Benzer als Leiter der Kulturabteilung im Amt der Vorarlberger Landesregierung. Helmut Swozilek veröffentlichte als Direktor des Vorarlberger Landesmuseums 1976 den Katalog zur Ausstellung Bildende Kunst in Vorarlberg 1900–1950, welcher in der Folge als Nachschlagewerk und Lexikon genutzt wurde. Dem folgte 1986 die Dissertation von Wolfgang Fetz mit dem Titel Kunst in Vorarlberg. Vorarlberger Künstler 1945–1985 an der Universität Innsbruck. Weitere Stationen waren Ausstellungskataloge zu den Kunstankäufen des Landes Vorarlberg mit I, II, III/1984 und IV,V/1992. 
Anfang der 1990er Jahre wurde eine Initiative ins Leben gerufen, an der Helmut Swozilek und Wilhelm Meusburger von der Vorarlberger Landesbibliothek, der damalige Präsident der Berufsvereinigung der bildenden Künstlerinnen und Künstler Vorarlbergs, Rudolf Sagmeister, sowie Herbert Abrell vom Kunsthaus Bregenz beteiligt waren. Dies führte jedoch erst 2004 zu einem offiziellen Auftrag durch den Kulturreferenten der Vorarlberger Landesregierung, Hans-Peter Bischof. Im Jahr 2003 war zuvor ein Katalog zu einer von Susanne Fink kuratierten Ausstellung im Künstlerhaus Bregenz erschienen, der die Kunst und Bau in Vorarlberg seit 1945 thematisierte. Im Rahmen des später erteilten Auftrags bestand die Aufgabe darin, sämtliche Künstlerinnen und Künstler zu erfassen, die in den vergangenen 60 Jahren in Vorarlberg tätig waren – einschließlich jener, die nur zeitweise in Vorarlberg lebten, dort jedoch bedeutende Werke geschaffen haben. Eine weitere Voraussetzung für die Aufnahme in das Lexikon war die Zustimmung der insgesamt 505 erfassten Personen, die lediglich in wenigen Einzelfällen verweigert wurde.

## Künstler des Lexikons
(Auswahl: mit Artikel in Wikipedia)
- A: Herbert Albrecht – Ingmar Alge – Siegrun Appelt
- B: Gottfried Bechtold – Hubert Berchtold – Hannes Bertle – Richard Bösch
- B: Heribert Corn
- D: Mario Dalpra – Hubert Dietrich – Sepp Dreissinger
- E: Christian Eder
- F: Helmuth Fetz – Leopold Fetz – Tone Fink – Wolfgang Flatz – Herbert Fritsch – Marbod Fritsch – Siegfried Fussenegger
- G: Rainer Ganahl – Emil Gehrer – Hasso Gehrmann – Harald Gfader – Arno Gisinger – Norbert Grebmer
- H: Roland Haas – Martin Häusle – Hil de Gard – Konrad Honold
- J: Uwe Jäntsch
- K: Bernhard Kathan – Edelbert Köb – Fritz Krcal – Erika Kronabitter
- L: Hubert Lampert – Bernhard Leitner – Christoph Luger
- M: Gerry Mayer – Herbert Meusburger – Eva Moosbrugger – Othmar Motter
- P: Philipp Preuss – Hans Purin
- R: Albert Rauch – Lore Rhomberg – Max Riccabona
- S: Stefan Sagmeister – Walter Salzmann – Wilhelm Schnabl – Ruth Schnell – Wilhelm Schramm – Erich Smodics – Ingo Springenschmid – Karl-Heinz Ströhle – Roland Summer
- T: Gerold Tagwerker – Mario Terzic
- W: Uta Belina Waeger – Nikolaus Walter – Detlef Willand – Gerhard Winkler
- Z: Dieter Zehentmayr

## Nennung
- Bildende Kunst in Vorarlberg. 1945–2005. Biografisches Lexikon. Herausgegeben vom Vorarlberger Landesmuseum und dem Kunsthaus Bregenz. Vorworte von Landesstatthalter Hans-Peter Bischof, von Tobias G. Natter als Direktor des Landesmuseums und von Eckhard Schneider als Direktor des Kunsthauses. Editorial von Susanne Fink und Cornelia Rothmund. Konzeption und wissenschaftliche Leitung: Susanne Fink. Redaktion: Susanne Fink, Cornelia Rothmund. Projektleitung: Artur Vonblon. Gestaltung: Dalpra & Partner, René Dalpra, Joachim Zettl. Bucher-Verlag, Hohenems 2006, ISBN 978-3-902525-36-9.
- Vorwort zum Lexikon Bildende Kunst in Vorarlberg 1945-2005 (pdf, VN Leserservice, vol.at; 106 kB).